# Морският договор
„Морският договор“ (на английски: The Adventure of the Naval Treaty) е разказ на писателя Артър Конан Дойл за известния детектив Шерлок Холмс. За първи път е публикуван през 1893 г. в списание „Странд“. Включен е в книгата „Мемоарите на Шерлок Холмс“, публикувана през 1894 година.

## Сюжет
Внимание:  Текстът по-долу разкрива сюжета на произведението (или части от него)!
Уотсън получава писмо от свой бивш съученик, Пърси Фелпс, с молба да му осигури съдействието на Холмс във връзка с мистериозен инцидент, който застрашава кариерата на Фелпс във Форин офис. Уотсън и Холмс отиват на посещение в имението на Фелпс в Уокинг, което той споделя със своята годеница Ани Харисън и брат ѝ Джоузеф.
Фелпс разказва, че се е издигнал във Форин офис благодарение на своя вуйчо, Лорд Холдхърст, министър на външните работи, който два месеца по-рано му възлага отговорно поръчение: да направи копие на таен военноморски договор между Италия и Обединеното кралство. Фелпс работи усилено, като се надява да приключи навреме, за да се прибере с влака заедно с Джоузеф, който е в Лондон по това време. Работата върви бавно и късно през нощта Фелпс отива до дежурния портиер за кафе, което е поръчал, но го намира заспал, а в същото време някой звъни от стаята, където е оставил документите. Фелпс и портиерът се впускат натам, но откриват, че оригиналният документ липсва, а крадецът е избягал през другия изход. Опитите на полицията да разрешат случая са безрезултатни. Фелпс получава нервна криза и мозъчно възпаление вследствие на преживяното и очакваните последствия и остава за дълго на легло в стаята на Джоузеф, която по спешност е превърната в болнична стая.
Холмс започва разследване и се среща с разследващия случая детектив от Скотланд ярд и Лорд Холдхърст. Междувременно Фелпс започва да се безпокои за живота си, след като някой се опитва да проникне в стаята му в първата нощ, когато е останал без болногледачка. Холмс предлага на Фелпс пътуване до Лондон, като заръчва на годеницата му да не напуска болничната стая до вечерта.
Изненадващо, след като настанява Уотсън и Фелпс в купето, Холмс слиза от влака, като обяснява, че иска да изясни още нещо по случая в Уокинг и ще се прибере в Лондон за закуска.
На следващата сутрин Холмс пристига на Бейкър стрийт с превързана ръка и предлага да закусват. Когато Фелпс вдига капака от блюдото си, открива с възторг оставения там от Холмс изгубен договор. Оказва се, че документът е бил откраднат от Джоузеф Харисън, неочаквано безскрупулен човек, претърпял големи загуби при борсови спекулации. В нощта на инцидента той е дошъл при Фелпс, позвънил е, след като е намерил стаята му празна, но забелязвайки ценния договор, е взел решение да избяга с него, с цел да го продаде по-късно на чуждестранно посолство и да се справи със собствените си финансови затруднения. Джоузеф е укрил документа в тайник в стаята си, но поради внезапното заболяване на Фелпс не е имал достъп до него. Холмс предлага на Фелпс да пътува до Лондон, за да устрои засада на Джоузеф, давайки му възможност да влезе в стаята си и да вземе документа от тайника. В последвалата схватка между двамата Холмс е ранен, но успява да вземе документа.

## Адаптации
Разказът е екранизиран през 1912 г. в копродукция на Франция и Великобритания с участието на Джордж Тревил като Холмс и Господин Мойс като Уотсън.
През 1922 г. разказът е екранизиран във Великобритания в едноименния филм с участието на Ейли Норууд в ролята на Холмс и Хюбърт Уилис в ролята на Уотсън.
По разказа е направена адаптация за сериала на Би Би Си от 1965 г. „Шерлок Холмс“ с участието на Питър Къшинг и Найджъл Сток. Епизодът е изгубен.
Разказът е адаптиран за сериала на „Гранада ТВ“ от 1984 г. „Приключенията на Шерлок Холмс“ с участието на Джеръми Брет като Холмс и Дейвид Бърк като Уотсън. 